# العربية للطيران مصر
العربية للطيران مصر هي شركة طيران مصرية خاصة، تعمل بنظام الطيران منخفض التكلفة. يقع مقر الشركة في مصر الجديد، القاهرة، مصر. وإحدى الشركات التابعة لمجموعة العربية للطيران أنشئت في 9 سبتمبر 2009 وذلك عندما أعلنت العربية للطيران عن إطلاقها لمركز عملياتها الثالث في مصر، وعن نيتها إنشاء شركة طيران اقتصادي جديدة تابعة للعربية للطيران تسمى "العربية للطيران مصر"، وقد أطلقت عن طريق شراكة بين مجموعة العربية للطيران ومجموعة ترافكو للسياحة والفنادق، وتمتلك العربية للطيران نسبة 40% من رأس مال الشركة، وتتخذ الشركة من مطار الإسكندرية الدولي ومطار القاهرة الدولي مركزاً رئيسياً لعملياتها، وستساهم في نمو قطاع السياحة والسفر في مصر والمنطقة وخدمة أسواق أوروبا والشرق الأوسط وأفريقيا، وسيكون مركز العمليات الجديد حلقة وصل بين مركزي العربية للطيران في الشارقة والدار البيضاء.

## الوجهات
| الدولة     | المدينة         | المطار                                   | ملاحظة                  | مرجع          |
| ---------- | --------------- | ---------------------------------------- | ----------------------- | ------------- |
| مصر        | الإسكندرية      | مطار الإسكندرية الدولي                   | محور خطوط جوية          |               |
| مصر        | أسيوط           | مطار أسيوط الدولي                        | منتهية                  |               |
| مصر        | القاهرة         | مطار القاهرة الدولي                      | محور خطوط جوية          | [ 8 ]         |
| مصر        | الأقصر          | مطار الأقصر الدولي                       | منتهية                  |               |
| مصر        | شرم الشيخ       | مطار شرم الشيخ الدولي                    | منتهية                  |               |
| مصر        | سوهاج           | مطار سوهاج الدولي                        |                         |               |
| إيطاليا    | بيرغامو         | مطار أوريو أل سيريو                      |                         | [ 9 ]         |
| الأردن     | عمان            | مطار الملكة علياء الدولي                 |                         |               |
| الكويت     | مدينة الكويت    | مطار الكويت الدولي                       | ابتداء من 14 يناير 2025 | [ 10 ]        |
| البحرين    | المنامة         | مطار البحرين الدولي                      |                         | [ 11 ]        |
| السعودية   | الدمام          | مطار الملك فهد الدولي                    |                         |               |
| السعودية   | القصيم          | مطار الأمير نايف بن عبد العزيز الدولي    |                         |               |
| السعودية   | جدة             | مطار الملك عبد العزيز الدولي             |                         |               |
| السعودية   | الرياض          | مطار الملك خالد الدولي                   |                         |               |
| السعودية   | تبوك            | مطار الأمير سلطان بن عبد العزيز الإقليمي |                         |               |
| السعودية   | الطائف          | مطار الطائف الدولي                       |                         |               |
| السعودية   | الجوف           | مطار الجوف                               |                         |               |
| السعودية   | أبها            | مطار أبها الدولي                         |                         |               |
| السعودية   | جازان           | مطار الملك عبد الله الإقليمي             |                         | [ 12 ]        |
| السعودية   | ينبع            | مطار الأمير عبد المحسن بن عبد العزيز     | منتهية                  |               |
| السعودية   | المدينة المنورة | مطار الأمير محمد بن عبد العزيز الدولي    | منتهية                  |               |
| تركيا      | إسطنبول         | مطار صبيحة كوكجن الدولي                  |                         | [ 13 ] [ 14 ] |
| سلطنة عمان | مسقط            | مطار مسقط الدولي                         |                         | [ 15 ]        |

## الأسطول
أسطول العربية للطيران مصر
| نوع الطائرة        | المجموع |
| ------------------ | ------- |
| إيرباص إيه 320-214 | 4       |